# Ben Sasse
Benjamin Eric ”Ben” Sasse, född 22 februari 1972 i Plainview i Nebraska, är en amerikansk republikansk politiker. Han representerade delstaten Nebraska i USA:s senat från 2015 till 2023.
Sasse vann överlägset mot demokraten David Domina i mellanårsvalet i USA 2014. Sasse kom till politiken från den akademiska världen där han tjänstgjorde som rektor för Midland University innan han blev senator.
I början av 2016, medan båda partiernas presidentvals primärval tider var på gång, meddelade Sasse att han inte skulle stödja republikanska toppkandidaten Donald Trump om Trump skulle bli partiets kandidat; han var den första sittande senatorn att göra ett sådant tillkännagivande. Han uppgav att om Trump vann partiets nominering, då skulle han inte rösta för honom eller för den demokratiska toppkandidaten Hillary Clinton, men skulle förmodligen "leta efter en tredje kandidat - ett konservativt alternativ, en konstitutionalist".
I mars 2018 kritiserade Sasse president Trump för att ha gratulerat Vladimir Putin med anledning av dennes valvinst.